# Eduard Heinrich von Geldern
Eduard Heinrich von Geldern (seit 1846: von Geldern-Crispendorf) (* 13. Juni 1806 in Lobenstein; † 4. Oktober 1866 in Matzdorf) war preußischer Verwaltungsjurist und Staatsminister in Reuß jüngere Linie.
Eduard Heinrich von Geldern (reuß. Adel in der Form einer Erneuerung, Greiz 1816), der evangelischer Konfession war, studierte Rechtswissenschaften und schloss das Studium mit der Promotion zum Dr. jur. ab. Bis 1841 arbeitete er im preußischen Verwaltungsdienst und ab 1841 im Zentralverwaltungsdienst Reuß-Schleiz. 1854–1861 war er Wirklicher Geheimer Rat und Staatsminister in Reuß jüngere Linie. Unter der Regierung von Fürst Heinrich LXVII. setzte er als Staatsminister 1856 eine Änderung der Verfassung im reaktionären Sinn beim Landtag durch. 
Seine Ehefrau war Sidonie Fritz (* 15. Juni 1812 in Greiz; † 3. Oktober 1882 in Meran), Tochter der Caroline Huth und des Kaufherrn Heinrich Gottheld Fritz. Der älteste Sohn, Ludwig von Geldern (1834–1892), war der spätere Landrat in Stuhm und Saarbrücken, sowie Stellvertreter des Regierungspräsidenten in Trier. Der jüngere Sohn Maximilian von Geldern (1835–1901) wurde Regierungs- und Baurat.